# Tachyporus ruficollis
Tachyporus ruficollis är en skalbaggsart som beskrevs av Johann Ludwig Christian Gravenhorst 1802. Tachyporus ruficollis ingår i släktet Tachyporus, och familjen kortvingar. Arten har ej påträffats i Sverige.